# Bob ai XV Giochi olimpici invernali - Bob a due maschile
La gara di bob a due maschile ai XV Giochi olimpici invernali si è disputata il 20 febbraio e il 21 febbraio a Calgary.

## Atleti iscritti
| America (20)                                                                      | America (20)                                                                   | America (20)                                       |
| --------------------------------------------------------------------------------- | ------------------------------------------------------------------------------ | -------------------------------------------------- |
| - Antille Olandesi (2) - Canada (4)                                               | - Giamaica (2) - Isole Vergini Americane (4)                                   | - Messico (4) - Stati Uniti (4)                    |
| Asia (8)                                                                          |                                                                                |                                                    |
| - Giappone (4)                                                                    | - Taipei cinese (4)                                                            |                                                    |
| Europa (46)                                                                       |                                                                                |                                                    |
| - Austria (4) - Bulgaria (4) - Germania Est (4) - Germania Ovest (4) - Italia (4) | - Jugoslavia (2) - Monaco (2) - Portogallo (4) - Regno Unito (4) - Romania (4) | - Svezia (2) - Svizzera (4) - Unione Sovietica (4) |
| Oceania (8)                                                                       |                                                                                |                                                    |
| - Australia (4)                                                                   | - Nuova Zelanda (4)                                                            |                                                    |

## Risultati
| Pos. | Nazione                    | Atleti                                 | Manche1 | Manche2 | Manche3 | Manche4 | Totale  | Distacco |
| ---- | -------------------------- | -------------------------------------- | ------- | ------- | ------- | ------- | ------- | -------- |
|      | Unione Sovietica I         | Jānis Ķipurs Vladimir Kozlov           | 57.43   | 58.05   | 59.52   | 58.48   | 3:53.48 |          |
|      | Germania Est I             | Wolfgang Hoppe Bogdan Musiol           | 57.06   | 59.26   | 59.45   | 58.42   | 3:54.19 | +0.71    |
|      | Germania Est II            | Bernhard Lehmann Mario Hoyer           | 57.65   | 58.67   | 59.59   | 58.73   | 3:54.64 | +1.16    |
| 4    | Svizzera II                | Gustav Weder Donat Acklin              | 58.01   | 58.88   | 1:00.12 | 59.05   | 3:56.06 | +2.58    |
| 5    | Austria I                  | Ingo Appelt Harald Winkler             | 57.22   | 59.83   | 1:00.00 | 59.44   | 3:56.49 | +3.01    |
| 6    | Svizzera I                 | Hans Hiltebrand André Kiser            | 58.74   | 59.21   | 59.55   | 59.02   | 3:56.52 | +3.04    |
| 7    | Germania Ovest I           | Anton Fischer Christoph Langen         | 57.58   | 59.70   | 1:00.06 | 59.28   | 3:56.62 | +3.14    |
| 8    | Austria II                 | Peter Kienast Christian Mark           | 58.19   | 58.96   | 1:00.48 | 59.28   | 3:56.91 | +3.43    |
| 9    | Unione Sovietica II        | Zintis Ėkmanis Aivars Trops            | 57.95   | 59.12   | 1:00.72 | 59.13   | 3:56.92 | +3.44    |
| 10   | Canada I                   | Greg Haydenluck Lloyd Guss             | 57.36   | 59.90   | 1:00.11 | 59.60   | 3:56.97 | +3.49    |
| 11   | Germania Ovest II          | Michael Sperr Rolf Müller              | 57.47   | 1:00.09 | 1:00.42 | 59.86   | 3:57.84 | +4.36    |
| 12   | Gran Bretagna I            | Tom De La Hunty Alec Leonce            | 57.83   | 59.77   | 1:00.91 | 59.50   | 3:58.01 | +4.53    |
| 13   | Canada II                  | David Leuty Kevin Tyler                | 58.56   | 59.08   | 1:00.55 | 1:00.00 | 3:58.19 | +4.71    |
| 14   | Svezia I                   | Per-Anders Persson Rolf Åkerström      | 58.40   | 59.99   | 1:00.99 | 59.71   | 3:59.09 | +5.61    |
| 15   | Taipei cinese I            | Chen Chin-San Lee Chen-Tan             | 57.83   | 1:00.22 | 1:00.99 | 1:00.07 | 3:59.11 | +5.63    |
| 16   | Stati Uniti II             | Matt Roy Jim Herberich                 | 59.37   | 1:00.06 | 1:00.34 | 59.57   | 3:59.34 | +5.86    |
| 17   | Italia I                   | Alex Wolf Georg Beikircher             | 59.35   | 59.65   | 1:00.32 | 1:00.03 | 3:59.35 | +5.87    |
| 18   | Gran Bretagna II           | Mark Tout David Armstrong              | 58.10   | 1:00.31 | 1:01.11 | 59.87   | 3:59.39 | +5.91    |
| 19   | Italia II                  | Ivo Ferriani Stefano Ticci             | 58.25   | 1:00.60 | 1:01.08 | 1:00.21 | 4:00.14 | +6.66    |
| 20   | Nuova Zelanda I            | Lex Peterson Peter Henry               | 58.65   | 1:00.87 | 1:01.25 | 1:00.27 | 4:01.04 | +7.56    |
| 20   | Giappone II                | Yuji Yaku Toshio Wakita                | 58.57   | 1:00.58 | 1:01.51 | 1:00.38 | 4:01.04 | +7.56    |
| 22   | Bulgaria I                 | Tsvetozar Viktorov Aleksandar Simeonov | 58.82   | 1:00.74 | 1:01.35 | 1:00.26 | 4:01.17 | +7.69    |
| 23   | Australia II               | Angus Stuart Martin Harland            | 59.21   | 1:00.15 | 1:01.38 | 1:00.49 | 4:01.23 | +7.75    |
| 24   | Romania I                  | Csaba Nagy Lakatos Costel Petrariu     | 58.83   | 1:00.82 | 1:01.75 | 1:00.62 | 4:02.02 | +8.54    |
| 25   | Monaco I                   | Alberto II di Monaco Gilbert Bessi     | 58.48   | 1:00.93 | 1:01.64 | 1:01.42 | 4:02.47 | +8.99    |
| 26   | Australia I                | Adrian Di Piazza Simon Dodd            | 1:00.03 | 1:00.94 | 1:01.23 | 1:00.41 | 4:02.61 | +9.13    |
| 27   | Romania II                 | Dorin Degan Grigore Anghel             | 58.85   | 1:01.00 | 1:01.81 | 1:01.14 | 4:02.80 | +9.32    |
| 28   | Jugoslavia I               | Borislav Vujadinović Miro Pandurević   | 59.63   | 1:00.70 | 1:02.28 | 1:00.89 | 4:03.50 | +10.02   |
| 29   | Antille Olandesi I         | Bart Carpentier Alting Bart Drechsel   | 59.60   | 1:00.78 | 1:01.95 | 1:01.40 | 4:03.73 | + 10.25  |
| 30   | Giamaica I                 | Dudley Stokes Michael White            | 1:00.20 | 1:00.56 | 1:01.87 | 1:01.23 | 4:03.86 | +10.38   |
| 31   | Nuova Zelanda II           | Owen Pinnell Blair Telford             | 1:00.37 | 1:00.95 | 1:01.62 | 1:01.22 | 4:04.16 | +10.68   |
| 32   | Bulgaria II                | Todor Todorov Nikolay Botev            | 59.68   | 1:01.44 | 1:02.05 | 1:01.64 | 4:04.81 | +11.33   |
| 33   | Taipei cinese II           | Sun Kuang-Ming Chen Chin-Sen           | 59.25   | 1:01.54 | 1:02.26 | 1:02.01 | 4:05.06 | +11.58   |
| 34   | Portogallo I               | Antonio Reis João Poupada              | 1:00.72 | 1:01.59 | 1:01.86 | 1:00.98 | 4:05.15 | +11.67   |
| 35   | Isole Vergini Americane II | Harvey Hook Chris Sharpless            | 1:01.05 | 1:02.70 | 1:03.42 | 1:01.92 | 4:09.09 | +15.61   |
| 36   | Messico I                  | Jorge Tamés José Tamés                 | 1:01.58 | 1:02.39 | 1:03.44 | 1:02.67 | 4:10.08 | +16.60   |
| 37   | Messico II                 | Roberto Tamés Luis Adrián Tamés        | 1:01.56 | 1:01.84 | 1:03.76 | 1:02.93 | 4:10.09 | +16.61   |
| 38   | Isole Vergini Americane I  | John Reeve John Foster, Sr.            | 1:01.11 | 1:03.06 | 1:04.14 | 1:02.70 | 4:11.01 | +17.53   |
|      | Stati Uniti I              | Brent Rushlaw Mike Aljoe               | 59.01   | 1:00.13 | 1:00.96 | DNF     |         |          |
|      | Portogallo II              | Jorge Magalhães João Pires             | 1:02.85 | 1:03.18 | 1:05.19 | DNF     |         |          |
|      | Giappone I                 | Takao Sakai Naomi Takewaki             | 58.32   | 1:00.39 | DSQ     |         |         |          |